# Namida no Iro
Namida no Iro (涙の色 El Color de las Lagrimas?) es el 5º sencillo de ℃-ute. Fue lanzado el 23 de abril de 2008 bajo el sello Zetima en ediciones regulares y limitadas, y la edición limitada viene con un DVD extra. Las primeras ediciones de las ediciones limitadas y regulares contienen una tarjeta con un número de serie que permite al comprador ingrese para ganar boletos para un evento del fanclub.

## Descripción
La canción está arreglada al estilo del pop latino por Yoshimasa Fujizawa. Cuenta con solos de guitarra flamenca tanto en la introducción como en el final, con técnica de rasgueo de guitarra española como rasgueado y percusión latina como timbales y congas de fondo a lo largo de la canción. la letra y la melodía están escritas por el productor Tsunku.
Los cantantes principales seleccionados para Namida no Iro son Maimi Yajima y Airi Suzuki, el cantante menor es Saki Nakajima, su espectáculo de danza designó a Maimi Yajima, Airi Suzuki y Saki Nakajima como centro coreográfico.
El lado B Darling I LOVE YOU, Yajima recibe una y Suzuki dos de las tres únicas líneas en solitario.

## Lista de canciones

### CD
- Namida no Iro
- Darling I LOVE YOU (℃-ute ver.) (ダーリン I LOVE YOU; Cariño TE AMO)
- Namida no Iro (Instrumental)

### Edición Limitada DVD
- Namida no Iro (Dance Shot Ver.)

### Single V
- Namida no Iro (PV)
- Namida no Iro (Close-up Ver.)
- Making of (メイキング映像)

### Event V
- Koero! Rakuten Eagles (越えろ! 楽天イーグルス)
- Koero! Rakuten Eagles Making of (越えろ! 楽天イーグルス メイキング映像)
- ℃-ute's One Day with the Touhoku Rakuten Golden Eagles (℃-ute Un día con los Tohoku Rakuten Golden Eagles)

## Miembros presentes
- Erika Umeda
- Maimi Yajima
- Arihara Kanna
- Saki Nakajima
- Airi Suzuki
- Chisato Okai
- Mai Hagiwara

## Información del sencillo
- Discografía
- Single: Sitio de Hello! Project, UP-FRONT WORKS, tsunku.net
- Single V: Sitio de Hello! Project, UP-FRONT WORKS

- Datos: Q3120337